# Cesare Giulio Viola
Pour les articles homonymes, voir Viola.
Cesare Giulio Viola est un scénariste, écrivain et dramaturge italien né le 26 novembre 1886 à Tarente, dans la région des Pouilles, et mort le 3 octobre 1958 à Positano en Campanie.

## Biographie
Fils de l'archéologue Luigi Viola (it), Cesare Giulio Viola a combattu au cours de la Première Guerre mondiale.
Il déménage ensuite à Rome où il est critique de théâtre pour divers journaux. Il se consacre à l'écriture et au théâtre (plus de 30 pièces à son actif). Dans les années 1930, il commence à écrire des scénarios et a un rôle de premier plan dans les syndicats des auteurs et écrivains fascistes. Au cours des années 1940, il collabore notamment avec Vittorio De Sica.

## Théâtre
- 1907 : Mattutino
- 1926 : Il cuore in due
- 1931 : Fine del protagonista
- 1931 : Il giro del mondo
- 1933 : Quella
- 1935 : Stratosfera
- 1936 : E lui gioca!
- 1937 : Canadà
- 1937 : L'inferno
- 1939 : Gavino e Sigismondo
- 1939 : Vivere insieme
- 1940 : La nostra età
- 1941 : Non è vero
- 1947 : Poveri davanti a Dio
- 1950 : Vita mea
- 1951 : Salviamo la giovane
- 1952 : In nome del padre
- 1956 : Nora seconda
- 1956 : Come si dovrebbero amare le donne
- 1958 : Venerdì santo

## Littérature
- 1909 : L'altro volto che ride
- 1922 : Capitoli
- 1924 : Pricò
- 1946 : Perché?
- 1953 : Quinta classe
- 1958 : Pater. Il romanzo del lume a petrolio

## Filmographie
- 1938 : Napoli d'altri tempi (it) d'Amleto Palermi
- 1939 : Napoli che non muore (it) d'Amleto Palermi
- 1941 : Turbine (it) de Camillo Mastrocinque
- 1941 : Primo amore (it) de Carmine Gallone
- 1942 : L'angelo del crepuscolo (it) de Gianni Pons
- 1943 : Les enfants nous regardent de Vittorio De Sica
- 1943 : Tragique destin de Giuseppe Fatigati
- 1946 : Sciuscià de Vittorio De Sica
- 1953 : La via del sud d'Enrico Cappellini
- 1956 : Altair (it) de Leonardo De Mitri

## Nominations
- Oscars du cinéma 1948 : nomination pour l'Oscar du meilleur scénario original (Sciuscià)